# Davi Cortes da Silva
Davi Cortes da Silva (sinh ngày 19 tháng 11 năm 1963) là một cầu thủ bóng đá người Brasil.

## Đội tuyển bóng đá quốc gia Brasil
Davi Cortes da Silva được triệu tập vào đội tuyển bóng đá quốc gia Brasil tham dự Thế vận hội Mùa hè 1984.